# Дъглас Адамс
Дъглас Ноел Адамс (на английски: Douglas Noel Adams) е британски писател и драматург. Той е популярен автор на хумористична фантастика, а най-известната му творба е романът „Пътеводител на галактическия стопаджия“, който започва като радиокомедия през 1978 г. и се превръща в „трилогия“ от пет книги, която се продава в 15 милиона копия до края на живота му, телевизионен сериал, няколко пиеси и комикси, компютърна игра и игрален филм през 2005 г. Приносът на Адамс към радиото във Великобритания е отбелязан в Алеята на славата на британската Радио Академия.
Адамс е автор и на „Дърк Джентли. Холистична детективска агенция“ (1987) и „Дългият мрачен следобеден чай на душата“ (1988), както и „Смисълът на живота“ (1983) с Джон Лойд и „Последна възможност за виждане“ (1990) с Марк Каруърдайн и три сценария за телевизионния сериал „Доктор Кой“. Посмъртен сборник с негови творби, съдържащ незавършен роман, е издаден под заглавието „Сьомгата на съмнението“ през 2002 г.
Адамс става известен като природозащитник и любител на бързи коли, камери и компютри Apple Macintosh. Той е твърд атеист и представя идеята за чувствителна локва, която се събужда една сутрин и си мисли „Намирам се в интересен свят – в интересна дупка – пасва ми хубаво, нали? Всъщност ми пасва зашеметяващо добре, трябва да е била направена специално за мен!“ Биологът Ричард Докинс посвещава книгата си „Делюзията Бог“ (2006) на Адамс, пишейки „Науката изгуби приятел, литературата изгуби светило, планинската горила и черния носорог изгубиха доблестен защитник.“

## Биография
Дъглас Адамс е роден през 1952 г. в Кеймбридж, Англия. През 1957 г. родителите му се развеждат и той отива да живее с майка си и по-малката си сестра в Брентуд, където получава средното си образование. През 1971 г. е приет в Сейнт Джонс Колидж в Кеймбриджкия университет, където получава бакалавърска степен по английска литература през 1974 г.
Още в Кеймбридж Дъглас Адамс се включва в комедийната група Футлайтс. По време на нейни представления в Лондон през 1974 г. той прави впечатление на Греъм Чапман, като за кратко двамата работят заедно и няколко скеча на Адамс са включени в „Летящият цирк на Монти Пайтън“. През следващите няколко години Адамс работи на различни места, за да се издържа, като инцидентно пише комедийни скечове за радиото и телевизията.
„Пътеводител на галактическия стопаджия“ се появява през 1977 г. като идея за сатиричен научнофантастичен радиосериал, който Адамс и продуцентът Саймън Брет предлагат на една от радиопрограмите на BBC. В писането на някои от първите епизоди участие взима и Джон Лойд. Сериалът се излъчва с голям успех през март и април 1978 г. и е последван от няколко продължения. През 1979 г. е издаден и първият роман от поредицата, включваща още четири части.
През 1991 г. Адамс се жени за Джейн Белсън и през 1994 г. им се ражда дъщеря. През 1999 г. семейството се премества от Лондон в Санта Барбара, Калифорния. Дъглас Адамс умира от инфаркт на 11 май 2001 г. в Монтесито.

## Книги
Първоначално „Пътеводител на галактическия стопаджия“ съществува като комедийна радиопостановка по ВВС през 1978. В неговото продължение през 1980 г. взима участие продуцентът Джон Лойд. През 1979 г. вече е излязъл романът „Пътеводител на галактическия стопаджия“ и е станал много известен. Поредицата е продължена с „Ресторант на края на вселената“ (1980), „Животът, вселената и всичко останало“ (1982), „Сбогом и благодаря за рибата“ (1984) и „Почти безобидна“ (1992).
Във втората поредица излизат книгите „Дърк Джентли. Холистична детективска агенция“ (1987) и „Дългият мрачен следобеден чай на душата“ (1988), но тя не успява да достигне популярността на „Пътеводителя“, въпреки че много хора признават нейните достойнства.